# Une histoire d'amour (film, 1951)
Pour les articles homonymes, voir Une histoire d'amour.
Pour plus de détails, voir Fiche technique et Distribution.
Une histoire d'amour est un film français réalisé par Guy Lefranc en 1951. Ce fut le dernier film de Louis Jouvet, qui mourut quelques jours après la fin du tournage. 

## Synopsis
Deux jeunes gens, Catherine Mareuil et Jean Bompart, sont retrouvés morts dans un terrain vague. L'inspecteur Plonche s'informe. Le père du jeune homme, sculpteur, de condition modeste, lui révèle qu'ils devaient se marier bientôt. Plonche poursuit son enquête et interroge les parents de la jeune fille, de riches industriels. La vérité apparaît enfin. Les Mareuil ont tout fait pour empêcher leur fille d'épouser ce jeune homme qu'ils jugeaient sans avenir. Les jeunes gens effrayés ont préféré se suicider plutôt que d'être séparés. Plonche dit son mépris aux Mareuil convoqués au Quai des Orfèvres.

## Fiche technique
- Réalisation : Guy Lefranc
- Scénario, Adaptation et Dialogue : Michel Audiard
- Assistants réalisateur : Maurice Delbez, Michel Monbailly
- Décors : Robert Clavel, assisté de André Bakst et Jacques Douy
- Photographie : Louis Page
- Opérateur : André Dumaître, assisté de Jacques Duhamel et Marc Champin
- Musique : Paul Misraki (Éditions Impéria)
- Son : Paul Boistelle
- Montage : Monique Kirsanoff, assisté de Raymonde Delor
- Script-girl : Nicole Besnard
- Tournage du 11 juin au 31 juillet 1951 dans les studios de Boulogne
- Production : Jacques Roitfeld, Jacques Bar, Cité Film (France)
- Directeur de production : Wladimir Rotfeld
- Distribution : Victory Film
- Visa d'exploitation : 11543
- Durée : 90 min
- Genre : Drame psychologique, policier
- Première présentation le 
  -  France - 14 novembre 1951

## Distribution
- Louis Jouvet : L'inspecteur Ernest Plonche
- Dany Robin : Catherine Mareuil, la fille
- Yolande Laffon : Mme Mareuil, la mère
- Daniel Gélin : Jean Bompart, le fils
- Georges Chamarat : Mr Auguste Bompart, le père
- Marcel Herrand : Mr Charles Mareuil, le père, industriel
- Marius David : Le brigadier
- Renée Passeur : Léa, la compagne d'Auguste
- Catherine Erard : Odile, une amie de Catherine
- Palmyre Levasseur : La voyante
- Madeleine Lambert : Une invitée
- Colette Régis : Une invitée
- Blanche Denège : Une invitée
- Madeleine Gérôme : Une invitée
- Germaine Stainval : Une invitée
- Pierre-Jacques Moncorbier : Le domestique
- Jean Sylvain : Le père au buffet
- Robert Le Béal : Un inspecteur
- Paul Barge : Le commissaire divisionnaire Constant
- Daniel Ceccaldi : Le militaire qui tire mal
- Malka Ribowska : Une amie de catherine
- René de Obaldia : Le planton de la P.J.
- Michel Nastorg : Un invité
- Pierre Duncan : Un forain
- Jean Pommier
- Guy Henry
- René Pascal
- Pierre Ferval
- Gaston Garchery
- Marcel Portier
- Claude Achard
- Catherine Arley
- Micheline Rolla